# William Nagel
William Ernst Philipp Nagel (* 1. Juni 1905 in Bad Homburg; † 16. November 1995 ebenda) war ein evangelischer Theologe und Hochschullehrer.

## Leben
Nagel studierte nach dem Abitur 1923 Evangelische Theologie in Marburg und Halle. Sein maßgeblicher Förderer war sein Lehrer Karl Bornhäuser. Im Anschluss an sein 1. theologisches Examen war er in den Jahren 1927/1928 zunächst Hauslehrer in Wildenborn bei Zeitz. Dann besuchte er bis 1929 das Domkandidatenstift in Berlin, bevor er im selben Jahr sein Vikariat an der St. Georgenkirche in Halle absolvierte. Danach war er für kurze Zeit Schlossprediger bei Heinrich XXXIX. Reuß zu Köstritz auf Schloss Ernstbrunn bei Wien. 1930 promovierte er in Halle zum Lic. Theol. mit einer Arbeit über Luthers Anteil an der Confessio Augustana. Am 15. April 1930 wurde er nach dem erfolgreichen 2. theologischen Examen in Magdeburg ordiniert. Bereits zum 1. April hatte er eine Stelle als Inspektor am Tholuckkonvikt in Halle übernommen, in dem er schon als Student gewohnt hatte. Parallel zu dieser Tätigkeit und im Anschluss daran war Nagel von 1931 bis 1932 Hilfsprediger an der Marktkirche Unser Lieben Frauen. Am 1. August 1932 wurde er Pfarrer in Draschwitz und heiratete am gleichen Tag Ingeborg Kawerau. In Draschwitz  blieb er bis 1936, als er nach Halle zurückkehrte und die 2. Pfarrstelle an St. Ulrich übernahm. Nach dem Krieg war er bis 1951 zusätzlich zu seinem Pastorenberuf Dozent für Liturgik, Hymnologie und Kirchengeschichte an der Evangelischen Hochschule für Kirchenmusik in Halle. Im November 1951 wurde Nagel auf den Lehrstuhl für Praktische Theologie an der Ernst-Moritz-Arndt-Universität Greifswald berufen. Hier übte er von 1954 bis 1956 und von 1965 bis 1967 die Funktion des Dekans aus. Von 1958 bis 1973 saß er in der Kirchenleitung der Pommerschen Evangelischen Kirche. Von 1959 bis 1972 war er zudem Mitglied der Landessynode und des Theologischen Ausschusses seiner Kirche. Nachdem er am 1. September 1970 emeritiert worden war, verließ er 1981 die DDR und zog in seine hessische Heimat zurück.
Theologisch vertrat Nagel den Standpunkt eines konservativen Luthertums innerhalb der Evangelischen Union, das sich auf Bibel und lutherisches Bekenntnis gründete.

## Ehrungen
- Ehrendoktorwürde der Martin-Luther-Universität Halle-Wittenberg (1956)

## Schriften (Auswahl)
- Luthers Anteil an der Confessio Augustana. Eine historische Untersuchung. Gütersloh 1930.
- Der Artikel von der Rechtfertigung in seiner Bedeutung für die Entfaltung der Liturgik. In: Theologische Literaturzeitung 79 (1954), S. 525–532.
- Die Bedeutung der gottesdienstlichen Gemeinde für den Kirchenbegriff. In: Theologische Literaturzeitung 81 (1956), S. 387–388.
- Probleme der Konfirmation. Berlin 1959.
- Die pommersche Confirmatio und ihre Beseitigung im 19. Jahrhundert. In: Theologische Literaturzeitung 85 (1960), S. 906–910.
- Geschichte des christlichen Gottesdienstes. Berlin 1962.
- Die theologische und praktische Bedeutung der Liturgiegeschichte für die gegenwärtige kirchliche Situation. In: Theologische Literaturzeitung 92 (1967), S. 341–344.
- mit Eberhard Schmidt: Der Gottesdienst, in: Handbuch der Praktischen Theologie. Bearb. von Heinrich Ammer, Jürgen Henkys u. a., Bd. II. Berlin 1974, S. 7–106.137.